# 볼로소보

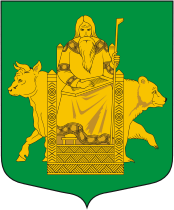
시 문장

볼로소보(러시아어: Во́лосово)는 러시아 레닌그라드주에 위치한 도시로, 인구는 11,660명(2002년 기준)이다. 상트페테르부르크(레닌그라드 주의 주도)에서 남서쪽으로 85km 정도 떨어진 곳에 위치한다.
1870년 신설되었으며 소비에트 연방 시대에 산업 도시로 성장했다. 1999년 시로 승격되었다.